# Erostrotheca
Erostrotheca är ett släkte av svampar. Erostrotheca ingår i familjen Ceratostomataceae, ordningen Melanosporales, klassen Sordariomycetes, divisionen sporsäcksvampar och riket svampar.
|              | Microthecium                               |
|              |                                            |
|              | Sphaerodes                                 |
|              |                                            |
|              | Sphaeroderma                               |
|              |                                            |
|              | Melanospora                                |
|              |                                            |
|              | Ceratostoma                                |
|              |                                            |
|              | Gonatobotrys                               |
|              |                                            |
|              | Vittatispora                               |
|              |                                            |
|              | Syspastospora                              |
|              |                                            |
|              | Rhytidospora                               |
|              |                                            |
|              | Pteridiosperma                             |
|              |                                            |
|              | Harzia                                     |
|              |                                            |
|              | Proteophiala                               |
|              |                                            |
| Erostrotheca | \| \| Erostrotheca multiformis \| \| \| \| |
|              | \| \| Erostrotheca multiformis \| \| \| \| |
|              | Gibsonia                                   |
|              |                                            |
|              | Persiciospora                              |
|              |                                            |
|              | Pustulipora                                |
|              |                                            |
|              | Arxiomyces                                 |
|              |                                            |
|              | Erostrotheca multiformis                   |
|              |                                            |

|  | Erostrotheca multiformis |
|  |                          |